# Anna Moore
Anna «Annie» Moore (Cork, Irlanda, 24 de abril de 1874 - Nueva York, Estados Unidos, 6 de diciembre de 1924) fue una emigrante irlandesa quien se convirtió en el primer inmigrante en los Estados Unidos en pasar por la inspección federal de inmigrantes en la estación de Ellis Island en el puerto de Nueva York.

## Biografía

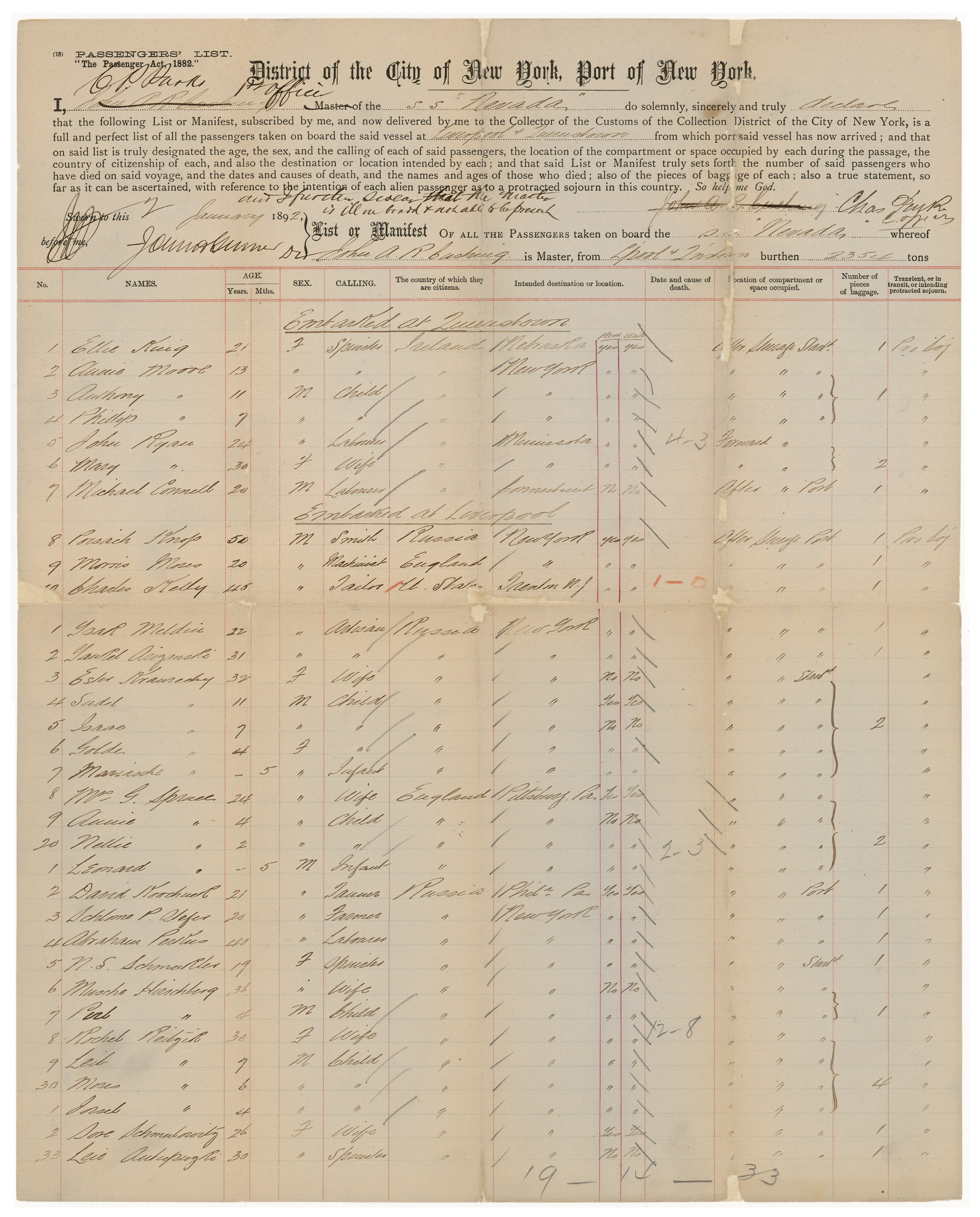
Documento de llegada de Annie Moore a la isla Ellis en 1892.

Anna Moore llegó a los Estados Unidos procedente del condado de Cork (Irlanda), a bordo del barco de vapor Nevada perteneciente a la compañía naviera Guion Line en 1892. Sus hermanos, Anthony y Philip, que viajaban con ella, acababan de cumplir 15 y 12 años, respectivamente. Como la primera inmigrante en recibir la bienvenida en las nuevas instalaciones, Moore, recibió la bendición de un capellán y el gerente de la estación le entregó una moneda Águila de oro de diez dólares con la cabeza de la Estatua de la Libertad.
Los padres de Moore, Matthew y Julia, llegaron a los Estados Unidos en 1888 y vivían en el n.º 32 de la calle Monroe en Manhattan. Annie se casó con un hijo de inmigrantes católicos alemanes, Joseph Augustus Schayer (1876-1960), vendedor en el Fulton Fish Market, de Manhattan, con quien tuvo alrededor de once hijos. Murió de insuficiencia cardíaca el 6 de diciembre de 1924 a los 50 años y está enterrada en el cementerio del Calvario en Queens. Su tumba previamente sin marcar fue identificada en agosto de 2006. El 11 de octubre de 2008, se llevó a cabo una ceremonia de dedicación en el cementerio que celebró la inauguración de un marcador para su tumba, una cruz celta hecha de piedra caliza azul irlandesa. Tuvo once hijos de los cuales cinco sobrevivieron hasta la edad adulta, y tres de ellos tuvieron hijos. El resto murió antes de cumplir los tres años.
Durante mucho tiempo se pensó que una mujer también llamada Annie Moore que murió cerca de Fort Worth (Texas) en 1924, fue la persona cuya llegada marcó el comienzo de Isla Ellis. Sin embargo, investigaciones posteriores establecieron que la Annie Moore de Texas había nacido realmente en Illinois.

## Legado

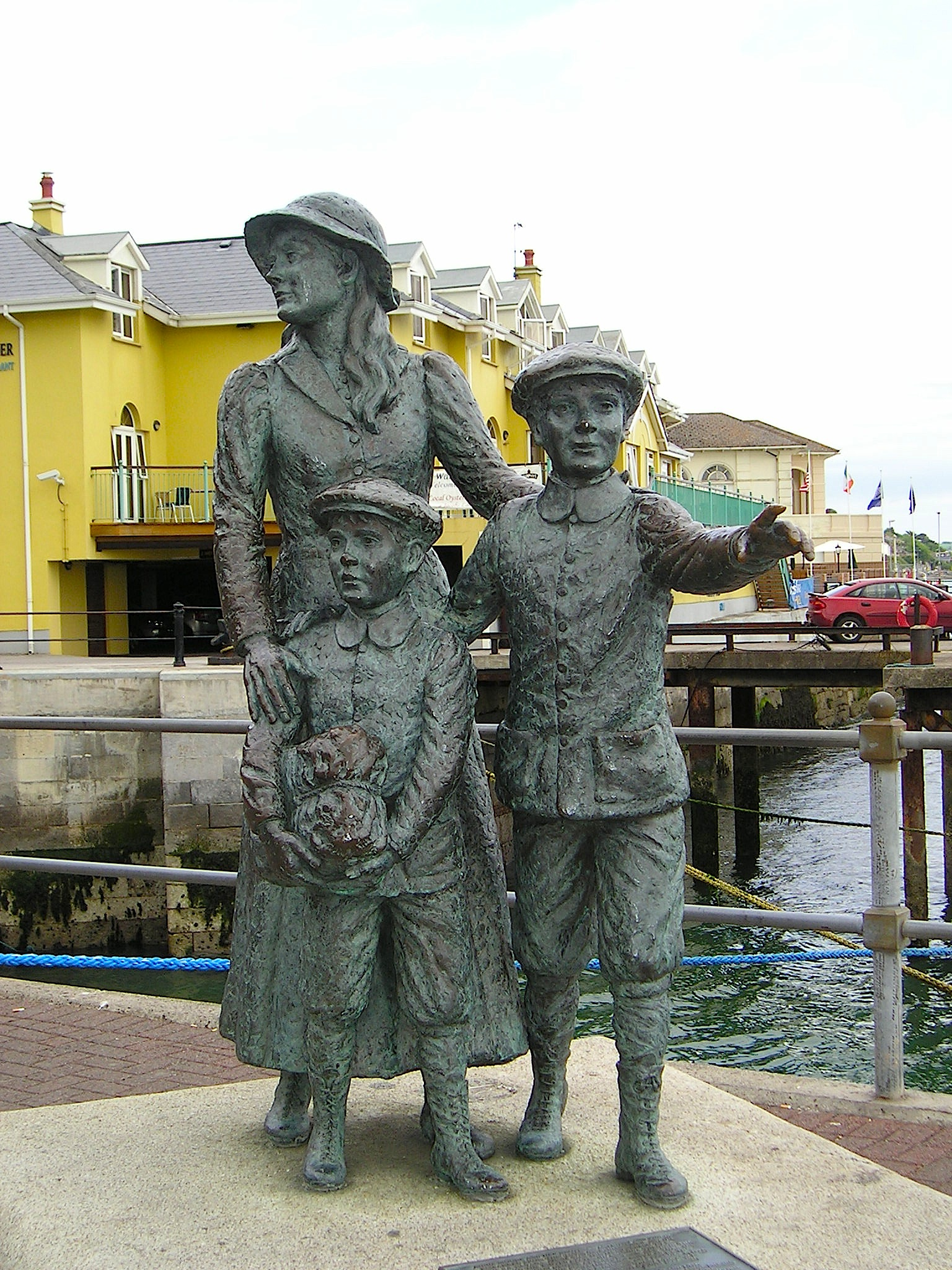
Estatua de Annie Moore y sus hermanos en el muelle de Cobh (Irlanda).

- El Instituto Cultural Irlandés estadounidense entrega anualmente los Premios Annie Moore aː «la persona que ha realizado contribuciones significativas a la comunidad y el legado irlandés y/o irlandés estadounidense».[5]
- La historia de Annie Moore se cuenta en la canción Isle of Hope, Isle of Tears, escrita por Brendan Graham después de visitar la isla Ellis.[6][7] La canción ha sido interpretada por Ronan Tynan y The Irish Tenors, de los cuales Tynan fue miembro anteriormente. Otros artistas que también han interpretado la canción incluyen a Sean Keane, Sean & Dolores Keane, Daniel O'Donnell, Celtic Thunder, el tenor irlandés Emmet Cahill, Celtic Woman,[8] Hayley Griffiths, Tommy Fleming y The High Kings.
- Annie Moore es honrada por dos estatuas esculpidas por Jeanne Rynhart. Una de la estatuas se encuentra en Cobh Heritage Center (anteriormente Queenstown), su puerto de partida, y otro en la isla Ellis, su puerto de llegada. La imagen pretende representar a los millones de inmigrantes que pasaron por la isla Ellis en busca de una vida mejor.[9]
- Annie es un programa de software que lleva el nombre de Annie Moore. Desarrollado en el Instituto Politécnico de Worcester en Massachusetts, la Universidad de Lund en Suecia y la Universidad de Oxford en Gran Bretaña, el software utiliza lo que se conoce como un algoritmo de coincidencia para asignar refugiados sin vínculos con el país de acogida a sus nuevos hogares.[10]